# Albánia tudományos minisztereinek listája
Albánia tudományos minisztere az 1991-től 1996-ig működő Tudományos és Technológiai Bizottságot (Komiteti i Shkencës dhe Teknikës), az 1996–1997-ben fennálló Felsőoktatási és Tudományos Kutatási Minisztériumot (Ministria e Arsimit të Lartë dhe Kërkimeve Shkencore), végül pedig az 1997 és 2013 közötti Oktatásügyi és Tudományos Minisztériumot (Ministria e Arsimit dhe Shkencës) vezető, miniszteri rangú kormánytag, tisztségviselő volt.

## Tudományos miniszterek
Történelme során kilenc politikus irányította a tárcát, valamennyien férfiak. Összesítve Myqerem Tafaj (1997, 2009–2013; 1599 nap), Maksim Konomi (1992–1996; 1550 nap) és Et’hem Ruka (1997–2001; 1111 nap) voltak a leghosszabb ideig Albánia tudományos minisztériumának irányítói.
Albán Köztársaság (1991–)
|     | Miniszter        | Kormány                 | Hivatali idő                               | Tisztség                                        |
| --- | ---------------- | ----------------------- | ------------------------------------------ | ----------------------------------------------- |
| 1.  | Petrit Skënde    | második Nano-kormány    | 1991. május 11. – 1991. június 4.          | A Tudományos és Technológiai Bizottság elnöke.  |
| 1.  | Petrit Skënde    | Bufi-kormány            | 1991. június 11. – 1991. december 6.       | A Tudományos és Technológiai Bizottság elnöke.  |
| 1.  | Petrit Skënde    | Ahmeti-kormány          | 1991. december 18. – 1992. április 13.     | A Tudományos és Technológiai Bizottság elnöke.  |
| 2.  | Maksim Konomi    | első Meksi-kormány      | 1992. április 13. – 1993. augusztus 6.     | A Tudományos és Technológiai Bizottság elnöke.  |
| 2.  | Maksim Konomi    | második Meksi-kormány   | 1993. augusztus 7. – 1994. december 3.     | A Tudományos és Technológiai Bizottság elnöke.  |
| 2.  | Maksim Konomi    | harmadik Meksi-kormány  | 1994. december 4. – 1996. július 10.       | A Tudományos és Technológiai Bizottság elnöke.  |
| 3.  | Besnik Gjongecaj | negyedik Meksi-kormány  | 1996. július 11. – 1997. március 1.        | Felsőoktatási és tudományos kutatási miniszter. |
| 4.  | Myqerem Tafaj    | Fino-kormány            | 1997. március 11. – 1997. július 24.       | Felsőoktatási és tudományos kutatási miniszter. |
| 5.  | Et’hem Ruka      | harmadik Nano-kormány   | 1997. július 25. – 1998. április 23.       | Oktatásügyi és tudományos miniszter.            |
| 5.  | Et’hem Ruka      | negyedik Nano-kormány   | 1998. április 24. – 1998. szeptember 28.   | Oktatásügyi és tudományos miniszter.            |
| 5.  | Et’hem Ruka      | első Meta-kormány       | 1999. október 28. – 2001. szeptember 6.    | Oktatásügyi és tudományos miniszter.            |
| 6.  | Ben Blushi       | második Meta-kormány    | 2001. szeptember 6. – 2002. január 29.     | Oktatásügyi és tudományos miniszter.            |
| 7.  | Luan Memushi     | második Majko-kormány   | 2002. február 22. – 2002. július 25.       | Oktatásügyi és tudományos miniszter.            |
| 8.  | Genc Pollo       | első Berisha-kormány    | 2005. szeptember 10. – 2008. július 28.    | Oktatásügyi és tudományos miniszter.            |
| 9.  | Fatos Beja       | első Berisha-kormány    | 2008. július 28. – 2009. szeptember 8.     | Oktatásügyi és tudományos miniszter.            |
| 10. | Myqerem Tafaj    | második Berisha-kormány | 2009. szeptember 9. – 2013. szeptember 10. | Oktatásügyi és tudományos miniszter.            |